# Aliose
Aliose est un duo suisse de pop folk, originaire du canton de Vaud, en Suisse romande. Il est  composé d'Alizé Oswald et Xavier Michel.  Après avoir sorti deux albums auto-produits, ils signent un contrat avec Warner Music France début 2016. L'album qui suit, Comme on respire, est nommé aux Victoires de la musique en 2018 dans la catégorie « album révélation ». En même temps, Aliose rejoint le tourneur Live Nation Entertainment.

## Histoire
Alizé Oswald et Xavier Michel se rencontrent en 2004 à Nyon et commencent une collaboration musicale. Ils sont en couple dans la vie et parents d'un enfant.
Le premier album auto-produit, Aliose, sorti en 2009, est bien reçu[réf. nécessaire] et diffusé sur les radios suisses et francophones. Tournant intensivement depuis sa formation à travers la francophonie, le duo s'est également produit dans de nombreux pays : en Chine, au Népal, en Arménie, en Géorgie, en Argentine, au Paraguay, en Angleterre, etc. Il a collaboré et rencontré de nombreux artistes, tels que Louis Bertignac ou encore Maxime Le Forestier.
En 2010, Aliose est sélectionné comme talent dans l'émission Talents Acoustic de TV5 Monde. En mars 2012, sort leur deuxième album autoproduit, Le vent a tourné. Il est présenté à Genève lors d'un vernissage au Casino Théâtre dans le cadre du festival Voix de fête. En mars et avril 2012, Aliose est sélectionné par les radios francophones publiques dans le cadre de leurs Découvertes francophones. Leur simple J'irai te croiser bénéficie ainsi de deux mois de rotation sur France Bleu (Radio France), VivaCité (RTBF), Espace musique (Radio-Canada) et Option Musique (RSR).
En 2013, Aliose est finaliste du 3ème Prix Georges Moustaki, à Paris. Alizé Oswald et Xavier Michel seront les parrains de la finale du 9ème Prix Georges Moustaki en 2019, dont Leïla Huissoud remporte le Prix du Public et le Prix Catalyse. Par la suite, ils inviteront cette dernière en première partie de leur concert au Théâtre du Jorat, en Suisse.
En 2016, le duo Aliose signe un contrat avec Warner Music France. Un premier EP de cinq titres voit le jour quelques mois plus tard. En même temps, Aliose rejoint en tant qu'artiste la société de production de spectacle Live Nation Entertainment.

## Discographie
- 2009 : Aliose
- 2012 : Le vent a tourné
- 2013 : En public (album live, scène Ella Fitzgerald)
- 2016 : Pixels (EP)
- 2017 : Comme on respire
- 2020 : Comme des gangsters (EP)
- 2022 : Regarde ailleurs[2]

## Vidéos
- Mars 2012 : sortie du premier clip vidéo de Aliose avec la chanson J'irai te croiser de l'album Le vent a tourné.
- Juin 2012 : Aliose reprend en français la célèbre chanson de Gotye Somebody That I Used to Know. Elle s'intitule Sur ma route.
- Novembre 2013 : DVD Aliose en public, Scène Ella Fitzgerald 2013, 103 min.
- Avril 2016 : clip de la chanson Pixels présent sur l'EP du même nom.

## Distinctions
Depuis le début de sa carrière, Aliose a reçu de nombreuses récompenses. On peut citer entre autres :
- 2006 : prix Coup de cœur Claude-Lemesle, lors du grand prix Claude-Lemesle à Paris (pour Xavier Michel)[9] ;
- 2006 : lauréat du concours Utopia 2006 (Besançon, France) ;
- 2009 : « Prix des deux oreilles » attribué à la révélation des Découvertes de l'année du festival Les Oreilles en Pointe à Saint-Étienne[10] ;
- 2010 : prix du public des Découvertes du Festival Voix de Fête à Genève[11] ;
- 2010 : médaille d'or de la chanson à Saignelégier[12] ;
- 2010 : coup de cœur chanson francophone de l'Académie Charles-Cros[13]  ;
- 2010 : lauréat des Talents Acoustic 2010, sur TV5 Monde (Paris, France) ;
- 2011 : troisième prix Charles-Cros des lycéens[14] ;
- 2013 : finaliste du prix Georges-Moustaki 2013 de l’album indépendant et/ou autoproduit de l’année (Paris, France) ;
- 2013 : trophée du Festival international George-Grigoriu (Braila, Roumanie) ;
- 2013 : deux nominations aux Swiss Live Talents 2013 dans les catégories « Langue nationale » et « Meilleure composition » (Berne, Suisse) ;
- 2013 : prix de la Relève 2013 de la Fondation Vaudoise pour la Culture (Vaud, Suisse) ;
- 2015 : prix de la fondation Suisa 2015 récompensant « des compositrices et compositeurs ou des maisons d'édition dont le travail constitue un enrichissement exceptionnel du patrimoine musical suisse » (Suisse)[15].
- 2018 : nomination aux Victoires de la Musique pour l'Album révélation de l'année (Paris, France).

## Une chanson pour l'éducation
En 2015-2016, Aliose a participé au projet Une chanson pour l'éducation. Il a parrainé l'École du Manoir à Cologny et a créé la chanson Dessine moi une école avec les élèves de l'école (la video peut être visionnée sur internet). Le 11 mars 2016, ils ont participé à un concert à Gland.